# Rana renesansa
Rana renesansa (talijanski: Quattrocento, tj. „1400-te”) je prvo umjetničko razdoblje renesanse koje traje kroz cijelo 15. stoljeće, pretežito na tlu Italije.

## Nastanak
Italija je odigrala vodeću ulogu u razvijanju renesanse, i to prvenstveno grad Firenca, a potom i Padova, Rim, Venecija, Milano i dr., do početka 16. stoljeća kad se nastavlja u cijeloj Europi. Društveno uređenje je sličilo onome u antičkoj Grčkoj, bilo je prepuno gradova-država koje su se natjecale i ratovale jedna protiv druge. Ti gradovi-države razvijali su manufakturnu proizvodnju, trgovinu, zemljopisna otkrića, tiskarstvo (Gutenberg, 1440.) i znanost. Trgovanje s udaljenim krajevima ruši stare strahove od prostora i prirode kojima se sada pristupa na znanstven način (manje kroz teološke dogme), tako se razvijaju matematika, medicina i druge znanosti, te se otvaraju prva sveučilišta (Padova, i dr.)

## Odlike
Renesansa je prvo razdoblje u povijesti umjetnosti koje je bilo svjesno svoga postojanja i koje je samo sebi iskovalo ime (franc. Renaissance, tj. „preporod”). U ovom razdoblju antika je smatrana vrhuncem čovjekovih stvaralačkih snaga, pa su sve umjetnosti i znanosti koje su cvjetale u antici ponovno bile oživljene. 
Umjetnici po prvi puta bivaju cijenjeni i priznati kao stvaraoci. Renesansni čovjek priznavao je da je razdoblje klasike nepovratno mrtvo, a cilj mu je bio dostići ga i nadići. U želji da se potpuno odbaci srednji vijek i preporodi antika u Europi je počelo stvaranje modernog čovjeka.
Gotika je otkrila čovjeka i priznala svijet; renesansni čovjek nastavlja to poistovjećivanjem sa svijetom, ostvarujući harmoniju svijeta i čovjeka. Dakle, čovjek se stavlja u jedan racionalni, realni, prostor koji je zapravo humaniziran. Ideal renesanse je u skladnom odnosu dijelova kompozicije. Renesansna kompozicija je trodimenzionalni prostor, u kojem, za razliku od magijskog i čudima napučenog svijeta srednjeg vijeka, postoje samo moguće stvari i mogući odnosi. Tako nastaje jedna umjetnost čija je karakteristika realističnost, a ne bilo kakav idealizam.

## Arhitektura
Slijeđenje antičkih elemenata je bilo lako u Italiji jer je ona imala dovoljno klasičnih spomenika kojima se mogla nadahnjivati. U arhitekturi se odmah krenulo od tri već zadata grčka reda ( dorski red, jonski red i korintski red), pa se oblik i veličina stupova nisu morali ponovno određivati, nego se iz antike preuzeo odgovarajući red.
Filippo Brunelleschi (1377. – 1446.) je Firentinac koji se u početku bavio skulpturom i neko vrijeme boravio u Rimu gdje se oduševljava umjetnošću starog Rima. Vrijedno se i sistematski bavio crtanjem antičkih spomenika i zapravo je on otkrio linearnu perspektivu. To njegovo otkriće ostavilo je dalekosežne posljedice za razvoj slikarstva renesanse, međutim on se sam sve više okretao arhitekturi. 
Njegova najvažnija djela na kojima je po prvi puta primijenio ostavštine antike bile su: - kupola Firentinske katedrale (tzv. Duomo iz 1417. g.), Kapela Pazzi u Firenci s klasičnim elementima (polukružni luk, bačvasti svod, trijumfalni luk, arkade, kupola, narteks, centralni tip, grčki križ, kasetiranje, grčki stupovni redovi, i zlatni rez) i crkva San Lorenzo. 
Po njemu je renesansna građevina - kutija koja se mora lako konstruirati, pa su geometrijske i matematičke vrijednosti vrlo jednostavne i do njih se dolazi jednostavnim izračunavanjem. Iz želje za jednostavnošću od svodova se koristi samo bačvasti, polukružni luk, a nekada se svodovi potpuno odbacuju i zamjenjuju ravnom tavanicom od drveta pa zidovi mogu biti tanji i ekonomičniji. Ove tavanice ponekada su jednostavno kasetirane (ravni strop skromno podijeljen, iskasetiran, u kvadrate). Cijelo rješenje osnove renesansne građevine uvijek podliježe zakonu simetrije koja je u arhitekturi renesanse služila kao osnovni princip. 
Slobodan grad važan je u gospodarskom i civilizacijskom smislu za pojavu renesanse u Europi. Renesansa je i poznata po težnji da oblikovanjem prostora stvori tzv. "idealan grad". Općenito napredak tzv. svjetovnog duha renesanse, bogata vlastela i slobodni gradovi ogleda se u isticanju svjetovne arhitekture pred crkvenom. Ovo je vrijeme izgradnje prvih velikih palača, vila i objekata društvenog karaktera pri čemu se preuzima konstrukcija rimskog domusa, vodoravna podjela u dva-tri kata, s jednostavnim ulazom u sredini i prozorima skoro bez ikakvih ukrasa koji se nižu jedan iznad drugog, obično po 9 prozora. 
Leon Battista Alberti je najbolji primjer univerzalnog čovjeka renesanse koji se pokušavao izraziti na raznim poljima. Arhitekturom se počeo baviti relativno kasno (u svojim 40-tim), a najprije se bavio raspravama o slikarstvu i kiparstvu. Za njega je idealna građevina centralnog tipa s antičkom dekoracijom. Palača Rucellai u Firenci (1446. – 1451.) je simetrična trokatnica koja ima upečatljivo rustikalno pročelje. Rustika je oblaganje grubim neobrađenim kamenom površina arhitektonskih građevina; česta u renesansi. 
Alberti također postavlja 3 osnovna načela arhitekture po antičkom arhitektu Vitruviju koja su poredana po važnosti: čvrstoća, svrsishodnost i ljepota.
Njegova najpoznatija djela su: Palača Rucellai (Firenca), pročelje crkve San Francesco i crkva San Andrea u Mantovi. Fasada crkve San Andrea je uspješna kombinacija rimskih slavoluka i antičkog hrama. On je ujedno prvi arhitekt koji je primijetio važnost okoline za građevinu, zapravo pravilo po kojemu se arhitektura mora uklopiti u sredinu u kojoj se nalazi.

## Kiparstvo
Ranorenesansna skulptura je ispunjena traganjem za vjerodostojnošću oblika i čovjekovog tijela uz stalno usavršavanje znanja. Isto tako javlja se težnja za monumentalnošću skulpture koja tako prestaje biti vezana za arhitekturu. Ako i je smještena u određeni arhitektonski prostor, onda se taj prostor projektira za tu skulpturu na taj način da joj se ne smije oduzeti smisao. Kipu se nastoji dati najbliži prirodni oblik, čovjek je od kostiju i mesa - osobnost, ne kao gotički lik. Nadalje, upotrebljava se matematička perspektiva, proporcionalna tijela i omogućeno je smještanje skulptura jedne pored druge, a česte su i kompozicije više figura. Renesansni majstori koji se izražavaju u reljefu koriste voluminoznost figura prvog plana u dubljem reljefu u odnosu na figure drugog plana koje su u plićem reljefu, te se tako dobiva učinkovit osjećaj dubine. Tehnička saznanja dovela su do obnove konjičke skulpture koja pored monumentalnosti nastoji uvijek što realnije prikazati konja, tijela konjanika i njihov međuodnos.
Prvi službeni akt talijanskog kiparstva 15. st. je natječaj za istočna vrata katedrale u Firenci (1435.). Na natječaju, koji je ujedno i bio prvi takve vrste, pobijedio je zlatar Lorenzo Ghiberti. To je prvo veliko djelo talijanskog kiparstva quattrocenta uz koje je povezano ime mladog kipara za kojeg se kaže da je uradio i sam nacrt za ova vrata. On je bio Donato di Niccolo di Betto Bardi kasnije poznat kao Donatello. 
Donatello (1386. – 1466.) je zajedno s arhitektom Filippo Brunelleschijem u Rimu proučavao klasične ostatke, na osnovu tih proučavanja nastala su djela inspirirana antikom s težnjom realnog prikaza ljudskog lika i njihovog karaktera. U nišama palače Or San Michele u Firenci Donatello je izradio kipove Sv. Marka (1411. – 13.) i Sv. Jurja (1415-17.). Ispod niše sa sv. Jurjem nalaze se reljefi s podvizima sveca. I to je prvi poznati reljef u perspektivi koji je ujedno prvi primjer u renesansi (oko 1417.) da se likovi smjeste u realističnu arhitekturu i krajolik. Nešto što nije uspjelo ni umjetnicima u antici. 
U nišama Giottovog zvonika Donatello je isklesao “4 proroka” (1416. – 1435.). Ovi proroci se odlikuju snažnom modelacijom i odlučnom karakterizacijom.
Oko 1425. g. radio je reljef Herodova gozba za katedralu u Sieni. To je najstariji primjer reljefa rađenih po principu Brunelleschijeve linearne perspektive. Nadalje, njegov Brončani David je prva naga skulptura u prirodnoj veličini još od antike. 
Dolaskom u Padovu gdje je uređivao katedralu Sv. Antuna, ispred nje je napravio i veliki konjički spomenik Gattamelate; umjetnikovo najveće djelo u bronci i prva konjanička skulptura nakon antike. 
Andrea del Verrocchio (1435. – 1488.) je najveći kipar na izmaku stoljeća. Jedini je poslije Donatella koji je imao nešto od njegovog domašaja i ambicije. Divna brončana grupa Nevjerni Toma na Or San Michele rješava teški problem da se dva lika dovedu u jedinstvenu i zatvorenu cjelinu. Elokventnim pozama i drskom razmjenom gesti između Krista i Sv. Tome postignuta je drama koja je pojačana aktivnom draperijom s dubokim utorima. Ona je smiono naglašenim kontrastima postigla dojam monumentalne veličine. Ova skulptura direktno je utjecala na Leonarda, Michelangela i baroknog kipara Berninija.

## Slikarstvo
Slikarstvo rane renesanse započelo je s pojavom Masaccia. Kao veliki uzor mu je poslužilo gotičko slikarstvo Giotta koji je slikao skoro 100 godina prije njega i načinio je par velikih koraka dalje od gotičkog ikonografskog slikarstva. No Masaccio čini više, njegovi likovi su učvršćeni konturnom linijom, no oni posjeduju određenu individualnost i karakternost. Masaccio čak uvodi i perspektivu u svoje slike i to na taj način što prikazuje određene arhitektonske oblike u svojim slikama. To je najočitije u njegovoj slici Sveto trojstvo gdje su sveta tri lika smještena u arhitektonski okvir oltara renesansne katedrale. Sve je smješteno u arhitektonski okvir s izraženom perspektivom, pomalo tmurnih boja, specifičnom karakterizacijom likova i s bogatstvom polusjena (kjaroskuro; tal. chiaroscuro, tj. „svijetlo-tamno”) na likovima. 
Piero della Francesca je bio prvi umjetnik koji je znanstveno dokazao perspektivu i koji ju je uzeo kao vrhunac u umjetnosti kojemu treba težiti. Tek se na njegovoj slici Bičevanje Krista ističe istaknuta linearna perspektiva koja je naglašena smještajem u kubni prostor s izrazitim matematičkim, proračunatim skraćenjima. To se najočitije vidi u veličini likova u prvom planu u odnosu na druge i perspektivi pločica na podu i svodu. Ono što je osobito novo u ovoj slici je to što je umjetnik smjelo premjestio glavni događaj u drugi plan, a u prvom planu su mu tri pučanina, kao svjedoka bičevanja. Slikom vlada određena statičnost, likovi samo stoje, ne postoji ni jedan pokret, kao da je događaj na sceni. Ravnotežu umjetnik postiže i u nijansiranju boja, a može se prepoznati i zlatni rez. Piero je važan i zbog oživljavanja portreta koji će postati oblik širenja umjetnosti izvan paske crkve i početak ulaska u građanski dom.
Andrea Mantegna je zbilja dostojan spomena prije svega što je proučavanje perspektive doveo do vrhunca. Najizrazitije u njegovom djelu Mrtvi Krist, gdje je Krist prikazan u sjajnom skraćenju s nogama u prvom planu. Krist je prikazan kao bilo koji čovjek, mrtvačke boje sa svetim ranama i prekriven mrtvačkim pokrovom. Likovi koji se uplakani javljaju s lijeve strane su tu samo da upotpune prostor. Sva se slika centrira na tome jadnom ispaćenom tijelu u skraćenju.
Sandro Botticelli, učenik Fra Fillipa Lippija, vrllo rano odstupa od tradicionalnih predstavljanja svetih tema pod utjecajem “neoplatinizma”, pokreta koji je veličao idealizam antike. Tako nastaju slike Alegorija proljeća gdje vlada njegovo nestvarno, idealizirano prikazivanje likova bez detalja, zanemarujući anatomiju potencirajući tako linearnost likova. Likovi su opet stavljeni u nestvarni pejzaž, potpuno osvijetljen bez realnog izvora svjetla. Slika Rođenje Venerino koja je u potpunosti u domenu prijašnjih. Dakle sve lepršavo, bez detalja u nadrealnom okruženju bez izvora svjetla. Pri kraju svoga života Botticelli se vraća sakralnim temama (brojni prikazi Madona) i udaljava se od linearnog rješenja slike uspješno istražujući boje.

## Umjetnici Quattrocenta
| - Italija: - Donatello - Filippo Brunelleschi - Lorenzo Ghiberti - Fra Angelico - Paolo Uccello - Filippo Lippi - Gentile da Fabriano - Masaccio - Francesco Squarcione - Piero della Francesca - Domenico Veneziano - Jacopo Bellini - Andrea del Castagno - Antonello da Messina - Antonio Pollaiuolo | - - Andrea Mantegna - Andrea del Verrocchio - Leonardo da Vinci - Domenico Ghirlandaio - Sandro Botticelli - Pietro Perugino - Gentile Bellini - Vittore Carpaccio - Giovanni Bellini - Luca Signorelli - Flandrija: - Robert Campin (Majstor iz Flemalea) - Jan van Eyck - Rogier van der Weyden - Hugo van der Goes | - Hrvatska: - Franjo Vranjanin - Juraj Dalmatinac - Nikola Firentinac - Andrija Aleši - Nikola Božidarević - Ivan Duknović - Francuska: - Jean Fouquet |

## Poveznice
- Renesansa
- Visoka renesansa
- Sjevernoeuropska renesansa
- Mletačka renesansa